# Бернарду-ду-Меарин

Бернарду-ду-Меарин на карте штата.

Бернарду-ду-Меарин (порт. Bernardo do Mearim) — муниципалитет в Бразилии, входит в штат Мараньян. Составная часть мезорегиона Центр штата Мараньян. Входит в экономико-статистический микрорегион Медиу-Меарин. Население составляет 5996 человек на 2010 год. Занимает площадь 248,686 км². Плотность населения — 24,11 чел./км². Название отсылает к реке Меарин, на которой он стоит.

## Демография
Согласно сведениям, собранным в ходе переписи 2010 г. Национальным институтом географии и статистики (IBGE), население муниципалитета составляет:
| Полное население                               | Полное население                               | Полное население                               | Полное население                               | 5996  |
| ---------------------------------------------- | ---------------------------------------------- | ---------------------------------------------- | ---------------------------------------------- | ----- |
| в том числе:                                   | Городское население                            | 2324                                           | Процент городского населения, %                | 38,76 |
|                                                | Сельское население                             | 3672                                           | Процент сельского населения, %                 | 61,24 |
|                                                | Мужское население                              | 2973                                           | Процент мужского населения, %                  | 49,58 |
|                                                | Женское население                              | 3023                                           | Процент женского населения, %                  | 50,42 |
| Плотность населения, чел/км²                   | Плотность населения, чел/км²                   | Плотность населения, чел/км²                   | Плотность населения, чел/км²                   | 24,11 |
| Население муниципалитета в % к населению штата | Население муниципалитета в % к населению штата | Население муниципалитета в % к населению штата | Население муниципалитета в % к населению штата | 0,09  |

По данным оценки 2016 года, население муниципалитета составляет 5900 жителей.

## Статистика
- Валовой внутренний продукт на 2003 год составляет 11 826 237,00 реалов (данные: Бразильский институт географии и статистики).
- Валовой внутренний продукт на душу населения на 2003 год составляет 2083,55 реала (данные: Бразильский институт географии и статистики).
- Индекс развития человеческого потенциала на 2000 год составляет 0,579 (данные: Программа развития ООН).